# Жуан Паулу Андраде
Жуан Паулу Андраде (порт. João Paulo Andrade, нар. 6 червня 1981, Лейрія) — португальський футболіст, що грав на позиції центрального захисника за низку португальських та іноземних клубних команд, а також за молодіжну збірну Португалії.

## Клубна кар'єра
Народився 6 червня 1981 року в місті Лейрія. Вихованець футбольної школи клубу «Уніан Лейрія». Дорослу футбольну кар'єру розпочав 1999 року в основній команді того ж клубу. Захищав її кольори до 2006 року. За цей час також грав на правах оренди за «Уніао де Томар» та лісабонський «Спортінг».
Протягом 2006–2008 років грав за «Порту». Був резервним гравцем команди, яка двічі виборювала титул чемпіона Португалії, після чого був відданий в оренду до бухарестського «Рапіда».
Згодом у 2009–2012 роках грав за французький «Ле-Ман» і на бакьківщині за «Віторію» (Гімарайнш), після чого у 2012–2016 виступав на Кіпрі у складі «Омонії», «Аполлона» (Лімасол) та АЕЛ.
Завершив професійну ігрову кар'єру в португальській нижчоліговій команді «Мариненсі», за яку виступав протягом 2017—2018 років.

## Виступи за збірну
Протягом 2002–2004 років залучався до складу молодіжної збірної Португалії. На молодіжному рівні зіграв у 12 офіційних матчах, забив 1 гол. Був учасником молодіжного Євро-2004, де португальці здобули бронзові нагороди.

## Титули і досягнення
- Чемпіон Португалії (2):

«Порту»: 2006-2007, 2007-2008